# 289 Nenetta
A 289 Nenetta a Naprendszer kisbolygóövében található aszteroida. Auguste Charlois fedezte fel 1890. március 10-én.